# Béal Átha an Ghaorthaidh
Béal Átha an Ghaorthaidh (pron. bʲial̪ˠ ɑhən̪ˠ ˈɣʷeːrˠhiɡʲ, en anglès Ballingeary) és un poble d'Irlanda, a la Gaeltacht del comtat de Cork, a la província de Munster. Un 40,6% dels seus habitants usen l'irlandès com a llengua diària de comunicació i és la seu d'uyna activa escola d'estiu en irlandès, Coláiste na Mumhan (Col·legi de Munster). També hi ha fires anyals d'agricultura i horticultura.
El riu Lee travessa a pocs kilòmetres a l'oest del poble, al Parc Nacional Gougane Barra.

## Personatges il·lustres
- Timothy Manning, va néixer i créixer a Ballingeary i després va emigrar als Estats Units, on es va ordenar sacerdot i ha estat cardenal arquebisbe catòlic de l'Arxidiòcesi de Los Angeles.
- Nell Ní Chróinín (1990-), cantant de sean-nós i mestre, nascut i criat a Ballingeary
- Usain Bolt, campió olímpic.